# Hưng An, Hạc Cương
Hưng An (tiếng Trung:兴安区, Hán Việt: Hưng An khu) là một quận của địa cấp thị Hạc Cương, tỉnh Hắc Long Giang, Cộng hòa Nhân dân Trung Hoa. Quận này có diện tích 16 km2, dân số 150.000 người, mã số bưu chính 154102. Về mặt hành chính, quận Nam Sơn được chia thành các đơn vị gồm 5 nhai đạo (Thuân Đức Lộ, Hà Đông Lộ, Hưng Trường Lộ, Hưng An Lộ, Hưng Kiến Lộ) và 75 ủy ban cư.